# 니자키역
니자키역(일본어: 新崎駅)은 일본 니가타현 니가타시 기타구에 위치한 동일본 여객철도 · 일본화물철도 하쿠신 선의 철도역이다. 단선 · 섬식의 형태를 합친 2면 3선 구조의 복합 승강장을 갖춘 지상역이다.

## 타는 곳
| 1 | ■ 하쿠신 선 | 하행 | 도요사카 · 시바타 방면 | 시바타 역으로부터 ■ 우에쓰 본선으로 직통 |
| 2 | ■ 하쿠신 선 | 하행 | 도요사카 · 시바타 방면 | 대피 열차만                              |
| 2 | ■ 하쿠신 선 | 상행 | 니가타 방면            | 대피 열차 · 당 역 시발                   |
| 3 | ■ 하쿠신 선 | 상행 | 니가타 방면            | 일부 열차는 ■ 에치고선으로 직통          |

## 이용 현황
| 승차 인원 추이 | 승차 인원 추이 |
| 연도           | 1일 평균       |
| -------------- | -------------- |
| 2000           | 1,422          |
| 2001           | 1,406          |
| 2002           | 1,431          |
| 2003           | 1,424          |
| 2004           | 1,411          |
| 2005           | 1,413          |
| 2006           | 1,402          |
| 2007           | 1,390          |
| 2008           | 1,414          |
| 2009           | 1,378          |
| 2010           | 1,406          |
| 2011           | 1,391          |
| 2012           | 1,400          |
| 2013           | 1,432          |
| 2014           | 1,377          |
| 2015           | 1,385          |

## 화물 취급
현재, JR 화물의 역은 임시 차급화물의 취급역으로 되어 있어, 화물 열차의 발착은 없어졌다. 예전에는, 역의 남동쪽에 있는 니혼 알콜판매 니가타 보관고의 하역선이 역에 인접해, 같은 장소로의 알콜이 우키시마초 역으로부터 발착하고 있지만, 1995년 9월 기한으로 폐지되었다. 또한, 미쓰비시 가스 화학의 전용선도 접속하고 있어, 동사 니가타 공장으로부터 출하되는 액체 암모니아나 메타놀등도 취급되고 있어, 1995년에 니가타 임해 철도 후지요세 역에 집약되어 취급을 종료하고 있다.

## 역 주변
- 산코 제과
- 니자키 공업 단지

## 인접 역
| 동일본 여객철도 하쿠신 선 | 동일본 여객철도 하쿠신 선 | 동일본 여객철도 하쿠신 선 |
| ------------------------- | ------------------------- | ------------------------- |
| 오가타 니가타 방면        | ■ 하쿠신 선               | 하야도리 시바타 방면      |